# Sânmihaiu Almașului
Sânmihaiu Almașului is een Roemeense gemeente in het district Sălaj.
Sânmihaiu Almașului telt 1777 inwoners.

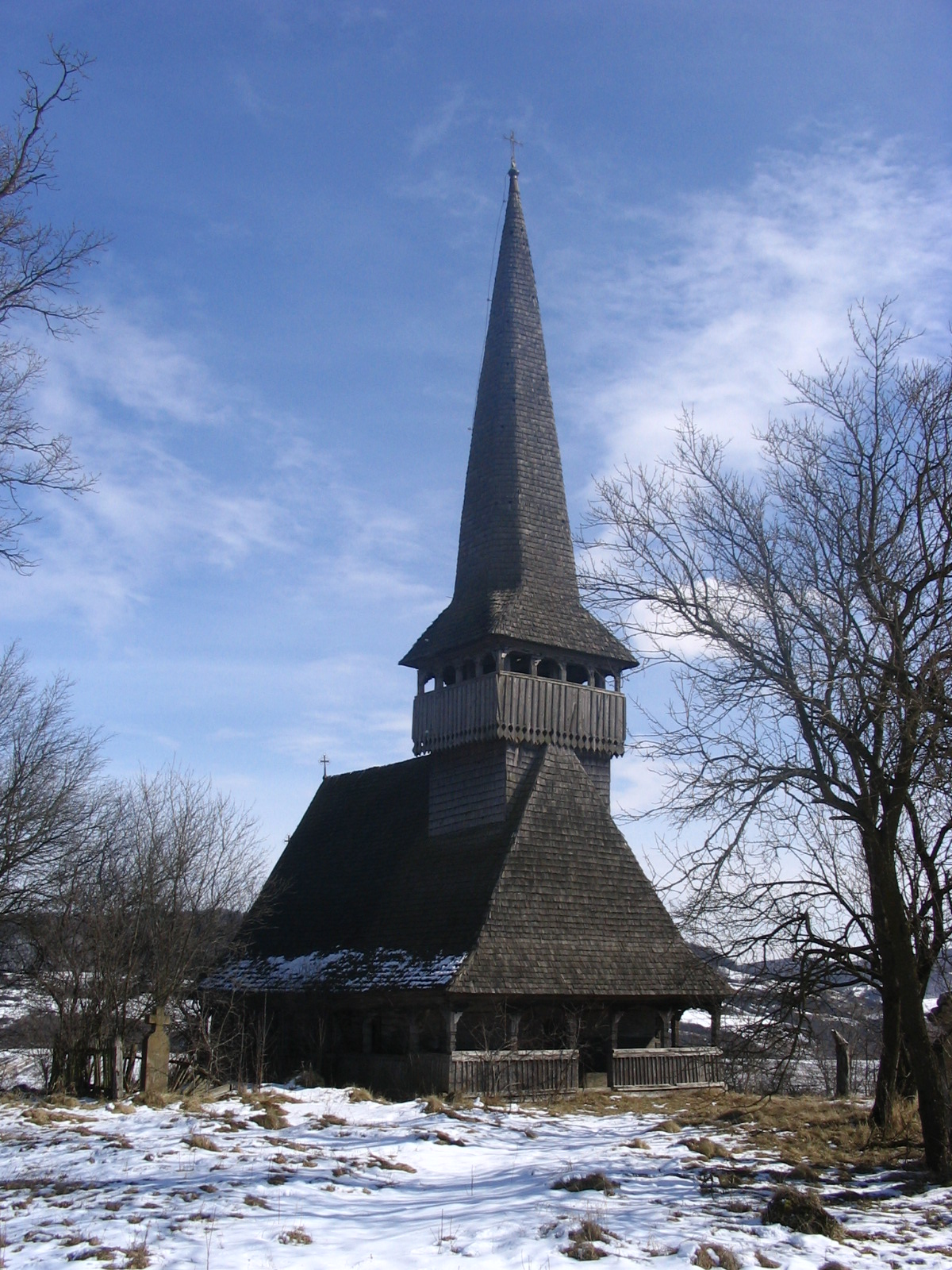
Kerk van Sânmihaiu Almașului